# Landwechselwirtschaft

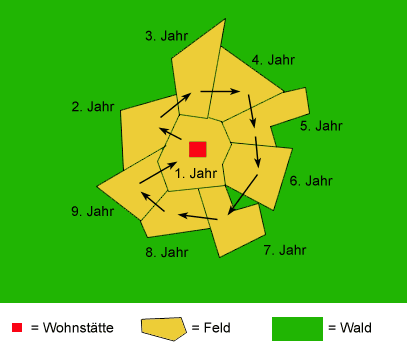
Beispielhafte Zyklen einer idealtypischen sesshaften Landwechselwirtschaft über zehn Jahre

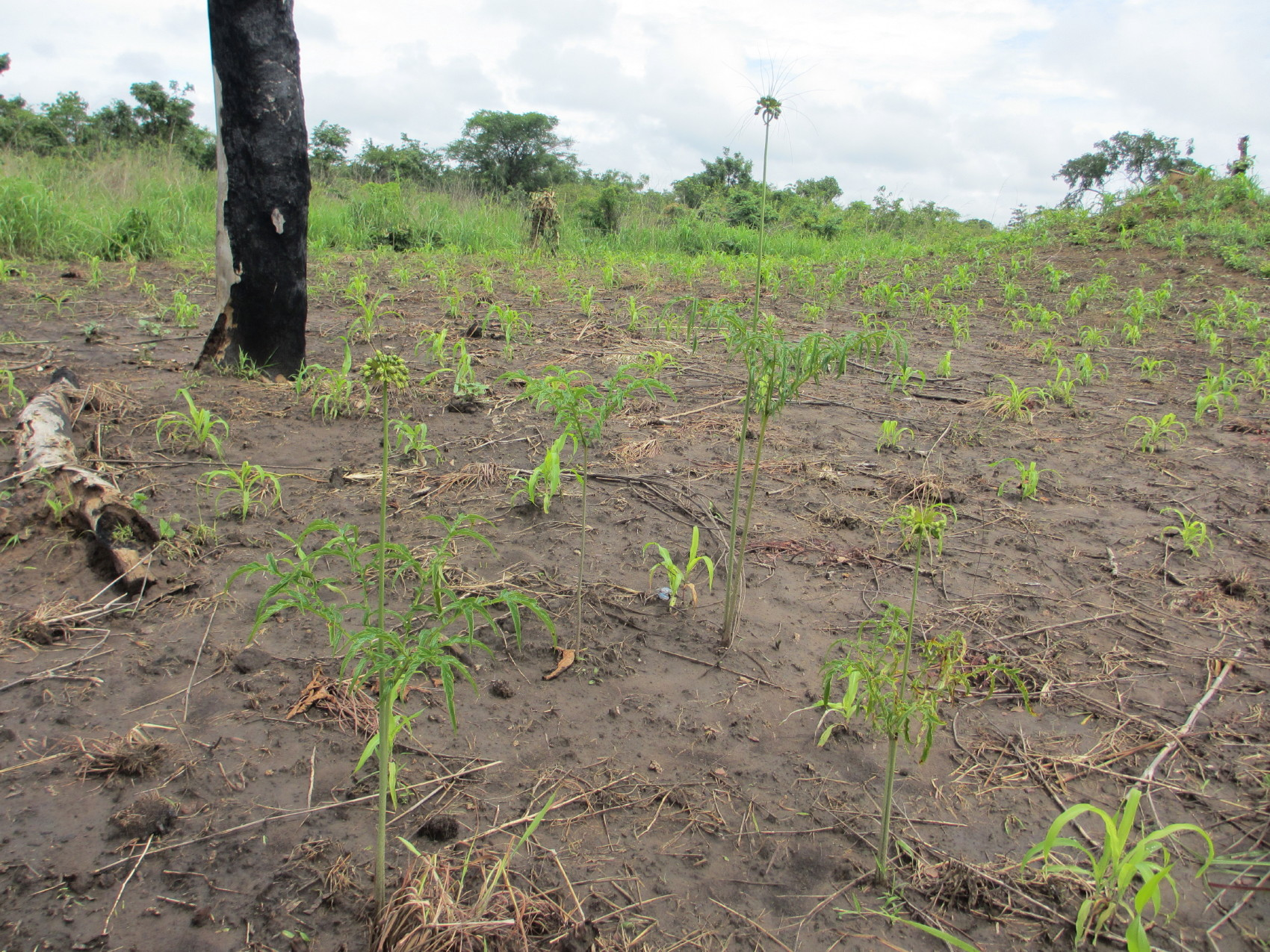
In Landwechselbau bepflanztes Feld in Mosambik. Die Vegetation wurde oberirdisch abgebrannt und danach kam nur die Hacke zum Einsatz

Mit Landwechselwirtschaft oder Landwechselbau werden bestimmte traditionelle Formen der Landwirtschaft bezeichnet, bei denen ein periodischer Wechsel der Anbauflächen stattfindet. Der Begriff wird unterschiedlich verwendet:
1. Im weiteren Sinne werden alle Langzeit-Brachesysteme als Landwechselwirtschaft bezeichnet. Der englischsprachige Begriff shifting cultivation wird zumeist in dieser Weise verwendet und umfasst demnach auch den („halbsesshaften“) Wanderfeldbau, der im deutschen Sprachraum in der Regel separat betrachtet wird.
2. Im engeren Sinne werden nur die sesshaften Feldbauformen – die (im Idealfall) durch einen festen Wohnsitz, aber wechselnd genutzte Felder gekennzeichnet sind – als Landwechselbau bezeichnet. Es gibt jedoch verschiedene Übergangsformen zum Wanderfeldbau.

Aufgrund der Erschöpfung der Nährstoffe – der sogenannten Bodenermüdung – können alle Felder nur wenige Jahre verwendet werden. In der Folge muss man stets auf neue Felder ausweichen. Erst nach Jahrzehnten lassen sich die verlassenen Felder wieder nutzen.
Vor allem in tropischen und subtropischen Regionen wird die sesshafte Form dieser Landnutzung auch heute noch rein subsistenzorientiert und extensiv betrieben; als „Regenfeldbau“ in humiden Regionen und als „Trockenfeldbau“ in halbariden Regionen.
Selten sind Formen der „Fruchtwechselwirtschaft“ (Jahresweise wechselnde Anbaufrüchte) oder „Wechselwirtschaft“ (Wechsel von Bodenbau und anderen Nutzungsformen), die man vor allem aus der Geschichte Europas von der neolithischen Revolution bis zum Frühmittelalter kennt. Die europäischen Landwechselsysteme wurden im Hochmittelalter durch ortsfeste Bodennutzungssysteme wie die Dreifelderwirtschaft und die Einfeldwirtschaft mit Plaggendüngung ersetzt.
In der „Dritten Welt“ findet heute beim sesshaften Landwechselbau zunehmend eine ergänzende Marktorientierung statt, so dass diese Wirtschaftsformen als semiintensiv eingestuft werden. Diese Intensivierung ist die Ursache für großflächige Rodungen, da sie mit einem Wechsel vom Schwendbau (Brandrodung der Flächen ohne Entfernung des ursprünglichen Wurzelwerkes) zum Pflugbau (komplette, tiefgründige Entfernung der ursprünglichen Vegetation) verbunden ist.
Die weitgehend sesshaft betriebene Landwechselwirtschaft wird weltweit von über 260 Mio. Menschen betrieben.